# Анна Марія Гессен-Кассельська
Анна Марія Гессен-Кассельська (нім. Anna Maria von Hessen-Kassel; 27 січня 1567 — 21 листопада 1626) — ландграфиня Гессен-Кассельська з Гессенського дому, донька ландграфа Гессен-Касселю Вільгельма IV Мудрого та вюртемберзької принцеси Сабіни, дружина графа Нассау-Саарбрюкену та Нассау-Вайльбургу Людвіга II.

## Біографія
Народилась 27 січня 1567 року у Касселі. Стала первістком в родині Вільгельма Гессенського та його дружини Сабіни Вюртемберзької, з'явившись на світ за одинадцять місяців після їхнього весілля. Мала десятеро молодших братів і сестер, з яких четверо досягли дорослого віку.
Її дід Філіпп I помер у березні 1567 року, й четверо його синів поділили землі Гессену. Батько став ландграфом Гессен-Касселю.
Шлюб батьків вважався щасливим. Матір була відома своїм милосердям. Вона померла, коли Анні Марії було 14 років. Вільгельм більше не одружувався. Покровительствував науці та мистецтвам, розширив територію країни, заклав у 1584 році замок Вільгельмсбург у Шмалькальдені, який згодом став літньою резиденцією родини, а також розширив замок у Ротенбурзі.
У 22 роки Анна Марія першою зі своїх сиблінгів взяла шлюб. Її чоловіком став 24-річний граф Нассау-Вайльбурзький Людвіг, старший син правителя Вайльбургу Альбрехта. Молоді люди познайомилися під час гранд-туру Людвіга, коли той відвідував двір ландграфа Гессен-Марбургу. Заручини відбулися наприкінці 1588 року. Весілля пройшло 8 червня 1589 року в Касселі. Перший час молодята провели у Вайльбурзькому замку, а у 1590 році — оселилися в Оттвайлері, разом із батьком Людвіга. У них народилося чотирнадцятеро дітей.
Після смерті Альбрехта Нассау-Вайльбурзького у 1593 році, сини поділили його володіння. Людвіг отримав ліву частину графства Оттвайлер з містами Гомбургом, Кірхгаймом та Ларом. Втім, після смерті братів і дядька Філіпа IV, у березні 1602 року він став графом Нассау-Саарбрюкену та Нассау-Вайльбургу, а у 1605 році додав до своїх земель Нассау-Ідштайн. Правив територією більшою, ніж мали його попередники та наступники.
Столицею у 1602 році став Саарбрюкен, а графською резиденцією — місцевий замок. Анна Марія займалася допомогою бідним і заснувала придворну аптеку. Її чоловік був глибоко релігійною людиною, зразковим сім'янином та відповідальним правителем, під час володарювання якого країна переживала свій розквіт.
У 1626 році графиня втекла від чуми до селища Нойнкірхен, оточеного великими лісами, де був замок, зведений Йоганном IV. Однак, померла там 21 листопада від даної хвороби. Була похована у монастирській церкві абатства Санкт-Арнуаль у Саарбрюкені, де за її наказом була зведена гробниця для неї, її сина Філіпа й доньок Юліани та Доротеї, померлих до 1622 року.
Людвіг II пережив дружину на рік.

## Родина
Чоловік  — Людвіг, граф Нассау-Вайльбурзький
Діти:
- Вільгельм Людвіг (1590—1640) — граф Нассау-Саарбрюкену у 1627—1640 роках, був одруженим з Анною Амалією Баден-Дурлахською, мав дванадцятеро дітей;
- Анна Сабіна (1591—1593) — прожила 1 рік;
- Альбрехт (1593—1595) — прожив 2 роки;
- Софія Амалія (1594—1612) — одружена не була, дітей не мала;
- Георг Адольф (1595—1596) — прожив 8 місяців;
- Філіп (1597—1621) — одруженим не був, дітей не мав;
- Луїза Юліана (1598—1622) — одружена не була, дітей не мала;
- Моріц (1599—1601) — прожив півтора роки;
- Ернст Карл (1600—1604) — прожив 3 роки;
- Марія Єлизавета (1602—1626) — дружина графа Лейнінген-Дагсбург-Гартенбургу Фрідріха X, дітей не мала;
- Йоганн (1603—1677) — граф Нассау-Ідштайну у 1629—1677 роках, був двічі одруженим, мав численних нащадків;
- Доротея (1605—1620) — одружена не була, дітей не мала;
- Ернст Казимир (1607—1655) — граф Нассау-Вайльбургу у 1632—1655 роках, був одруженим з Анною Марією Зайн-Вітгенштайн-Гагенбурзькою, мав п'ятеро дітей;
- Отто (1610—1632) — графа Нассау-Вайльбургу в Нойвайльнау, володар Кірхгайму у 1629—1632 роках, одруженим не був, дітей не мав.